# Megandiperla kuscheli
Genre
Espèce
Megandiperla kuscheli est une espèce d'insectes plécoptères de la famille des Gripopterygidae, la seule du genre Megandiperla.

## Distribution
Cette espèce est endémique du Chili. Elle se rencontre dans la région de Magallanes.

## Publication originale
- Illies, G. 1960 : Die erste auch im Larvenstadium terrestrische Plecoptere (Zugleich ein Beitrag zur Kenntnis der Unterfamilie Andiperlinae). Mitteilungen der Schweizerischen Entomologischen Gesellschaft, vol. 33, n. 3, p. 161-168.